# 樊须

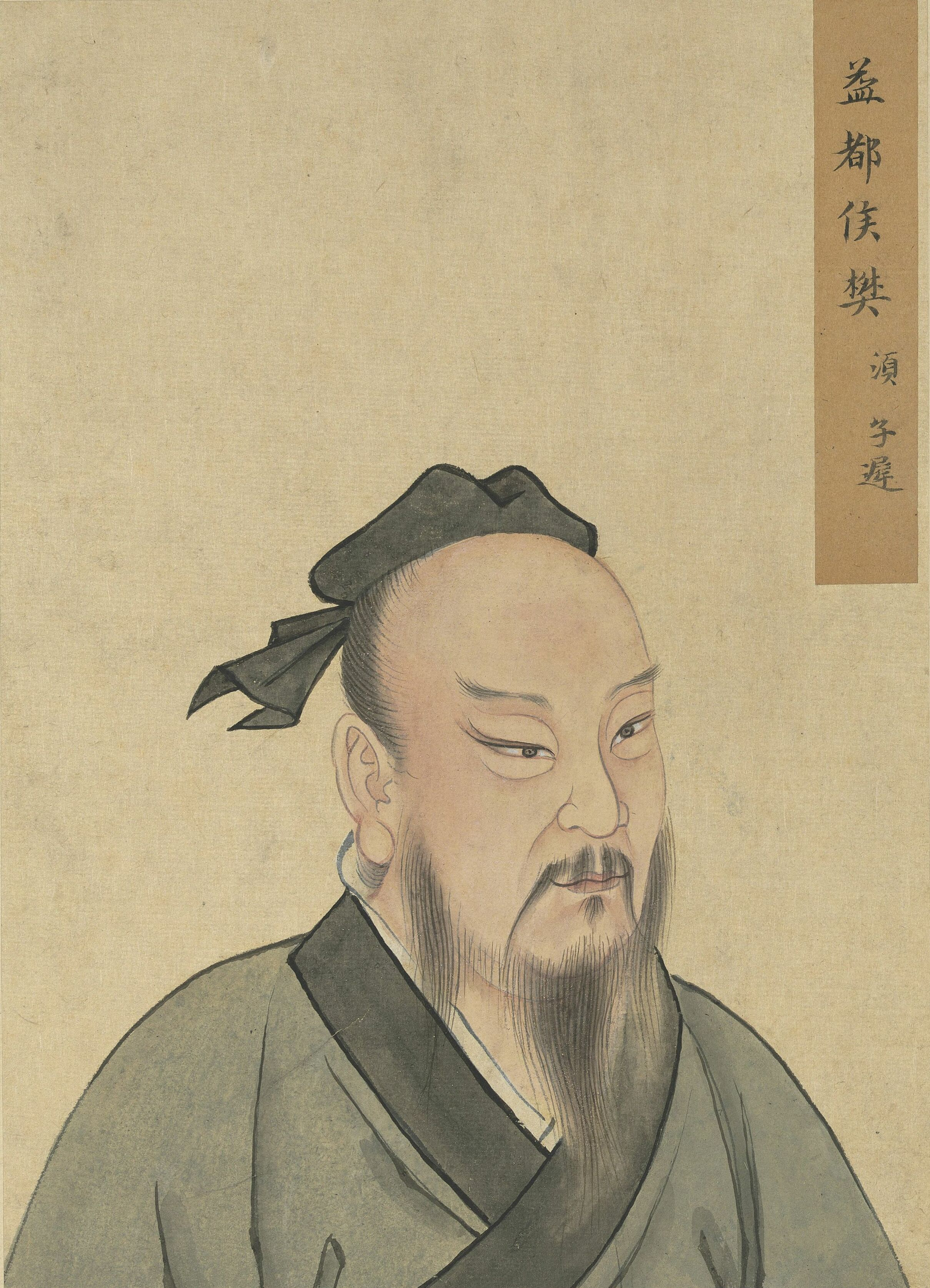
樊須

樊须（前515年—?），字子迟，鲁人，孔子弟子。他大约比孔子年少三四十岁。前484年齐鲁稷曲之战，季康子派冉求率领左军，管周父御戎，樊须车右。季孙曰：“须也弱。” 有子曰：“就用命焉。” 齐师自稷曲。师不逾沟。樊迟曰：“非不能也，不信子也。请三刻而逾之。” 如之，众从之，师入齐军。（《左传·哀公十一年》）
唐玄宗尊之为“樊伯”，宋真宗加封为“益都侯”。明嘉靖九年改称“先贤樊子”。
- 孟懿子问孝。子曰：“无违。”樊迟御，子告之曰：“孟孙问孝于我，我对曰：‘无违。’”樊迟曰：“何谓也？”子曰：“生，事之以礼；死，葬之以礼，祭之以礼。”（《论语·为政》）
- 樊迟问知。子曰：“务民之义，敬鬼神而远之，可谓知矣。”问仁。曰：“仁者先难而后获，可谓仁矣。”（《雍也》）
- 樊迟问仁。子曰：“居处恭，执事敬，与人忠。虽之夷狄，不可弃也。”（《子路》）
- 樊迟问仁。子曰：“爱人。”问知。子曰：“知人。”樊迟未达。子曰：“举直错诸枉，能使枉者直。”樊迟退，见子夏曰：“乡也吾见于夫子而问知，子曰‘举直错诸枉，能使枉者直’，何谓也？”子夏曰：“富哉言乎！舜有天下，选于众，举皋陶，不仁者远矣。汤有天下，选于众，举伊尹，不仁者远矣。”（《颜渊》）
- 樊迟从游于舞雩之下，曰：“敢问崇德、修慝、辨惑。”子曰：“善哉问！先事后得，非崇德与？攻其恶，无攻人之恶，非修慝与？一朝之忿，忘其身，以及其亲，非惑与？” (《颜渊》)
- 樊迟想学农，孔子说：“吾不如老农。”[2]樊迟请学稼。子曰：“吾不如老农。”请学为圃。曰：“吾不如老圃。”樊迟出。子曰：“小人哉，樊迟也！上好礼，则民莫敢不敬；上好义，则民莫敢不服；上好信，则民莫敢不用情。夫如是，则四方之民襁负其子而至矣，焉用稼？” (《子路》)

## 参看
- 孔子
- 孔子弟子列表